# Cotinga carmesí
La cotinga carmesí (Haematoderus militaris) és un ocell de la família dels cotíngids (Cotingidae) i única espècie del gènere Haematoderus (Shaw, 1792).

## Hàbitat i distribució
Habita els boscos, localment a les terres baixes de les Guaianes i est del Brasil amazònic.